# Miguel Albaladejo
Miguel Albaladejo (Pilar de la Horadada, 20 de agosto de 1966), é um roteirista e diretor de cinema espanhol.

## Filmografia
- Sangre Ciega (1994): Curta-metragem com Geli Albaladejo
- La primera noche de mi vida (1998)
- Manolito Gafotas (1999)
- Ataque verbal (2000)
- El cielo abierto (2001)
- Rencor (2002)
- Cachorro (2004)
- Volando voy (2006)
- Nacidas para sufrir (2009)